# 恵月ひまわり
恵月 ひまわり（えづき ひまわり、11月29日 - ）は、日本の漫画家。東京都出身。血液型はO型。趣味は服・雑貨屋めぐり、食べ歩き、夜景をながめること。

## 来歴
1998年、第26回なかよし新人まんが賞準入選作品「セカイ デ イチバン!」でデビュー（『なかよしなつやすみランド』、講談社）。以降、講談社の漫画雑誌『なかよし』および『なかよしラブリー』で執筆活動を展開。
影響を受けた漫画として、『銀河鉄道999』（松本零士）、『あおいちゃんパニック』（竹本泉）を挙げている。

## 作品リスト
- ウ・シ・ロNO天使（『なかよし』2000年2月号から同年7月号まで連載。）
- みるくSHAKE!（『なかよし』2001年1月号から2002年7月号まで連載。同誌2001年8月号増刊『なつやすみランド』と同2002年1月号増刊『ふゆやすみランド』に番外編が掲載。）
- アヒル（『なかよし』2004年1月号から同年6月号連載）
- 私立ヤバスギ学園シリーズ（『なかよしラブリー』連載）